# Pál Kitaibel

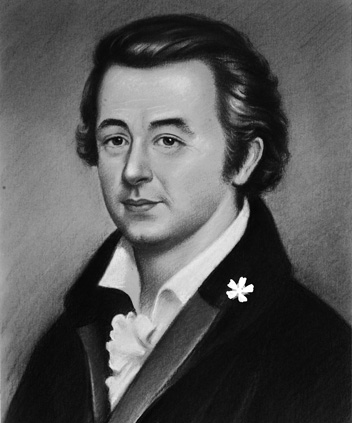
Pál Kitaibel

Pál Kitaibel (Mattersburg (Nagymarton, perto da fronteira húngara), Áustria, 3 de fevereiro de 1757 - Budapeste, Hungria, 13 de dezembro de 1817) foi um botânico e químico húngaro.

## Biografia
Estudou química e botânica na Universidade de Buda. Em 1794, tornou-se professor e ensina estas duas disciplinas em Pest. Além dos trabalhos sobre a flora e a hidrografia da Hungria, descobre o elemento químico telúrio quase que simultaneamente com Franz Joseph Müller von Reichenstein (1740-1825).

## Obras
É o autor, com Franz Paula Adam von Waldstein (1759-1823), de Francisci comitis Waldstein (M. A. Schmidt, Viena, 3 vol., 1802-1812).